# Monochamus ruficornis
Monochamus ruficornis là một loài bọ cánh cứng trong họ Cerambycidae.